# Хибалов, Мухамад Саидэминович
Мухама́д Саидэми́нович Хиба́лов (род. 23 января 1993, Урус-Мартан) — российский чеченский штангист, чемпион и призёр чемпионатов России по тяжёлой атлетике. Выступает в категории до 77 кг.

## Биография
Родился 23 января 1993 года в Урус-Мартане. Начал заниматься тяжёлой атлетикой в Детско-юношеской спортивной школе Урус-Мартана. Его тренирует М. С. Саидов.

## Спортивные результаты
- Чемпионат Европы среди юношей 2009 года — ;
- Чемпионат России среди юношей 2009 года — ;
- Чемпионат России среди юношей 2010 года — ;
- Чемпионат Европы среди юношей 2010 года — ;
- Чемпионат России по тяжёлой атлетике 2011 —  (150+178=328);
- Чемпионат России по тяжёлой атлетике 2012 —  (152+185=337).
- Чемпионат России по тяжёлой атлетике 2014 —  (157+190=347);